# Euphorbia normannii
Euphorbia normannii là một loài thực vật có hoa trong họ Đại kích. Loài này được Schmalh. ex Lipsky mô tả khoa học đầu tiên năm 1891.